# Galenia pruinosa
Galenia pruinosa är en isörtsväxtart som beskrevs av Otto Wilhelm Sonder. Galenia pruinosa ingår i släktet galenior, och familjen isörtsväxter. Inga underarter finns listade i Catalogue of Life.